# Raïon de Berdytchiv
Le raïon de Berdytchiv (en ukrainien : Бердичівський район) est un raïon (district) dans l'oblast de Jytomyr en Ukraine.

## Composition
Sa forme actuelle est due à la réforme et s'applique à partir du 18 juillet 2020. Androuchivka, Berdytchiv, Вчорайше (uk), Hrychkivtsi, Краснопіль (Бердичівський район) (uk), Райгородок (Бердичівський район) (uk), Roujyn (dont le village de Bilylivka), Семенівка (Бердичівський район) (uk), Tchervone et Швайківка (uk).

## Culture
Le monastère des Carmes déchaux de Berdytchiv.

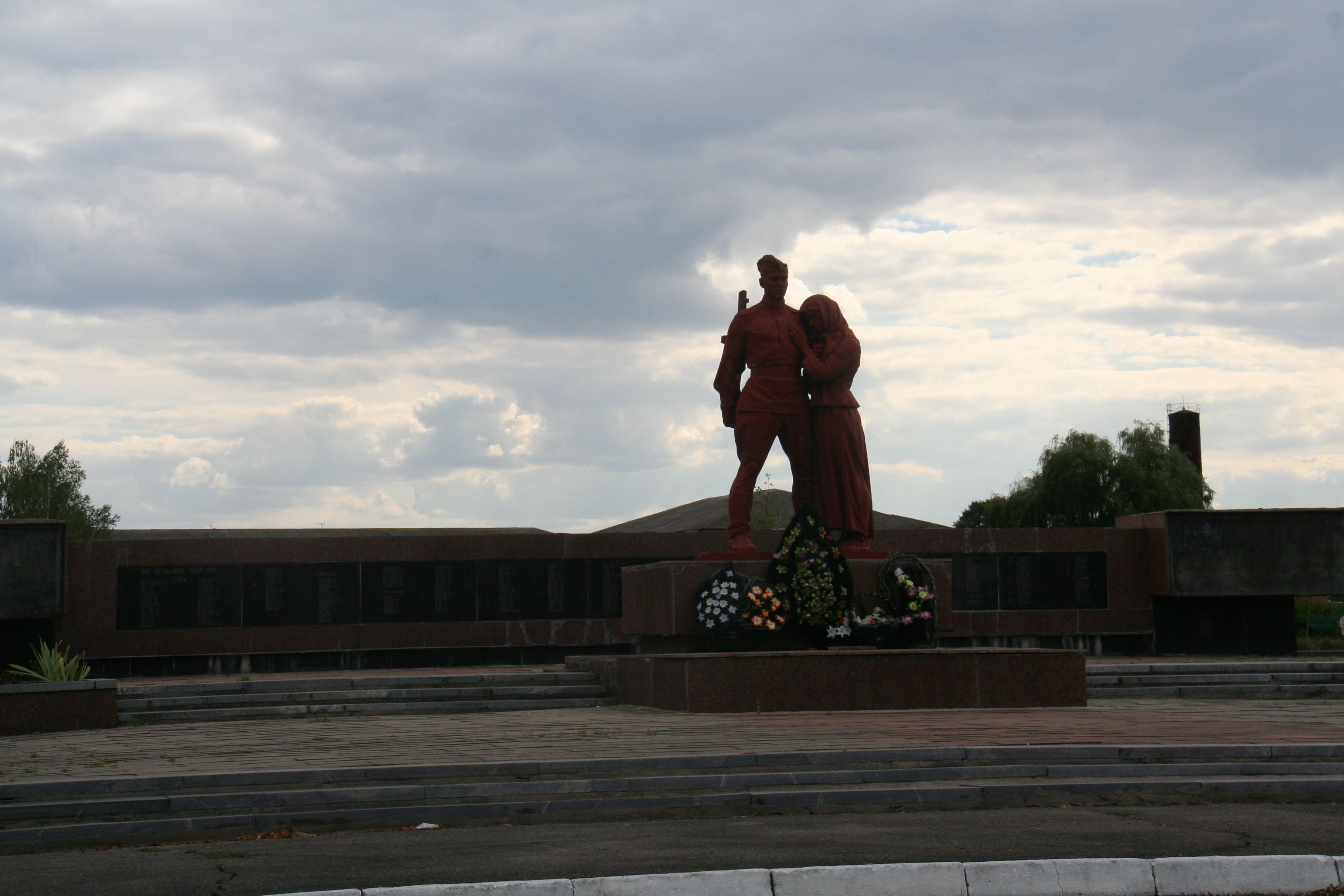
Monument aux morts, classé[1] à Raïa.
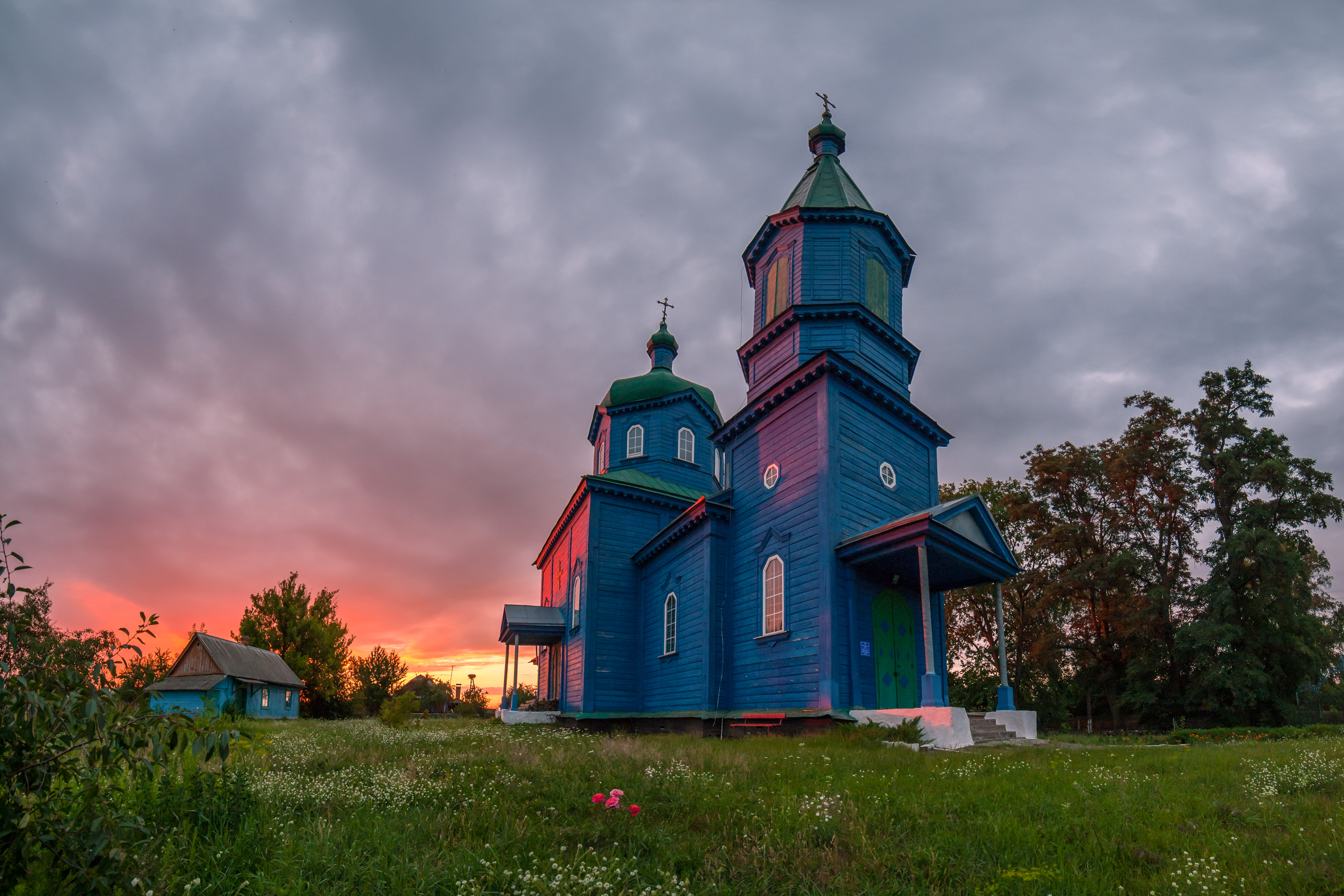
Eglise de la sainte croix, classé[2] à Staryi Solotvyn.
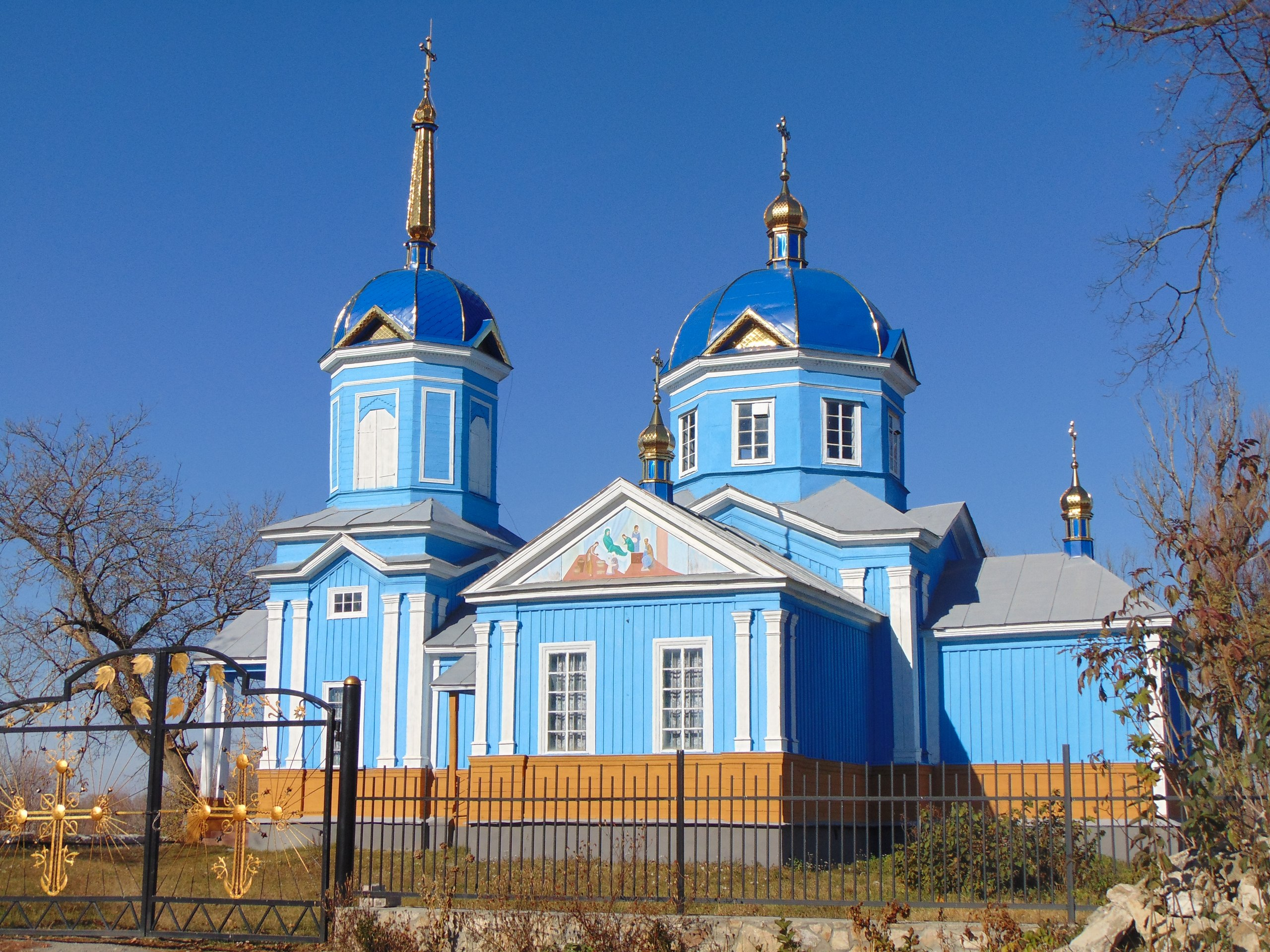
Eglise de la nativité, classé[3] et
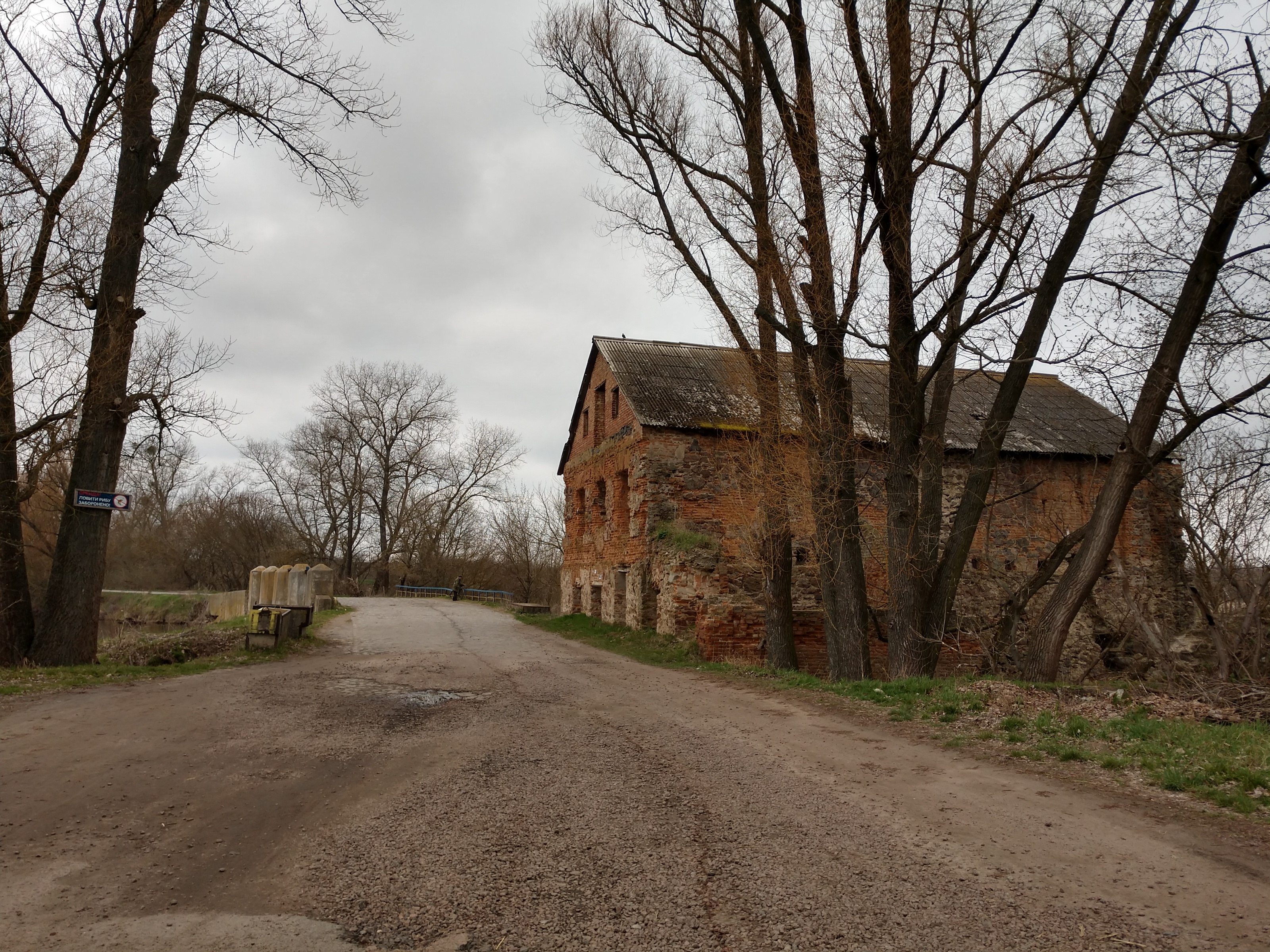
Moulin, classé[4] à Chaïkivka.

## Parc naturel

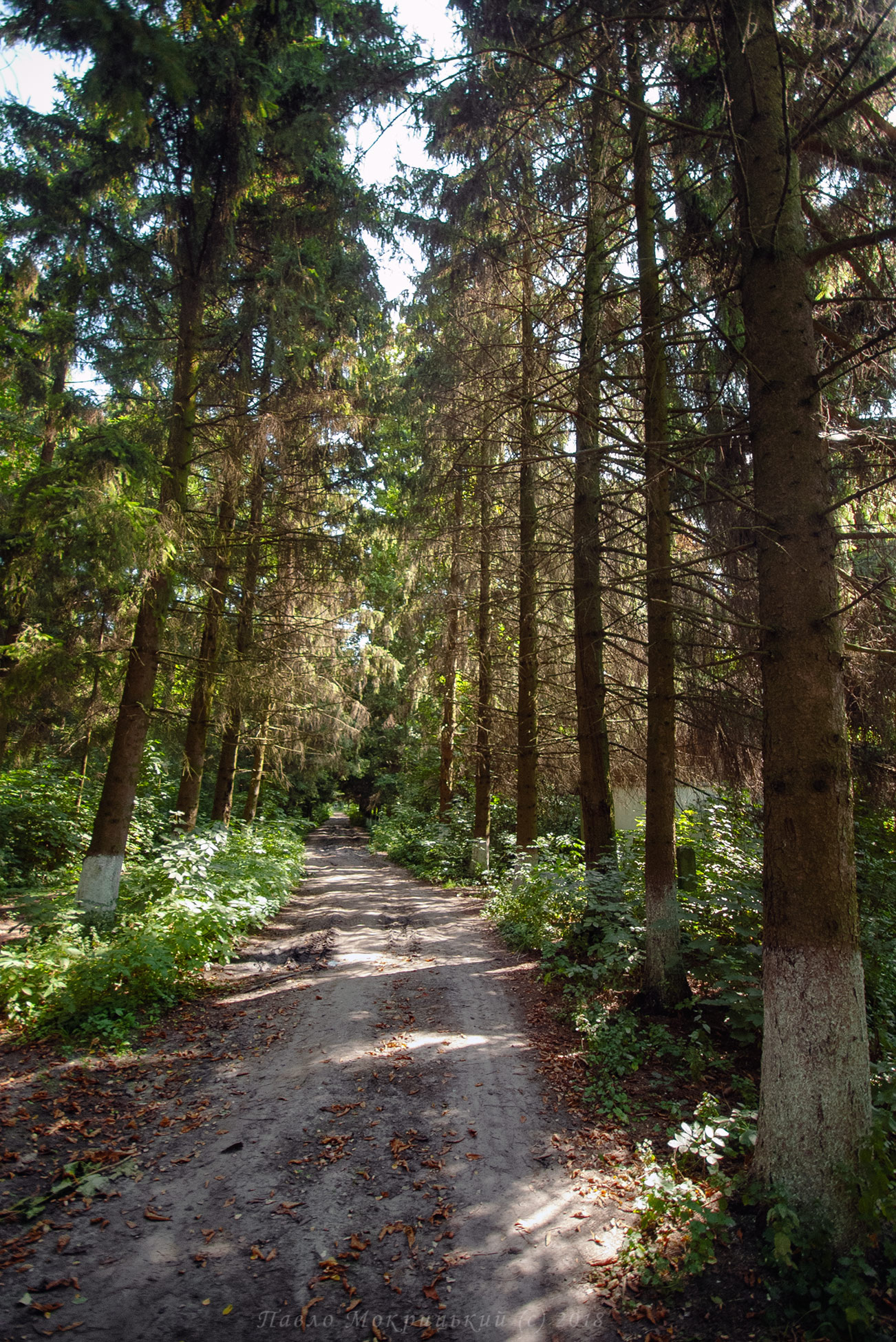
Parc naturel, classé[5] à Raihorodskyi.
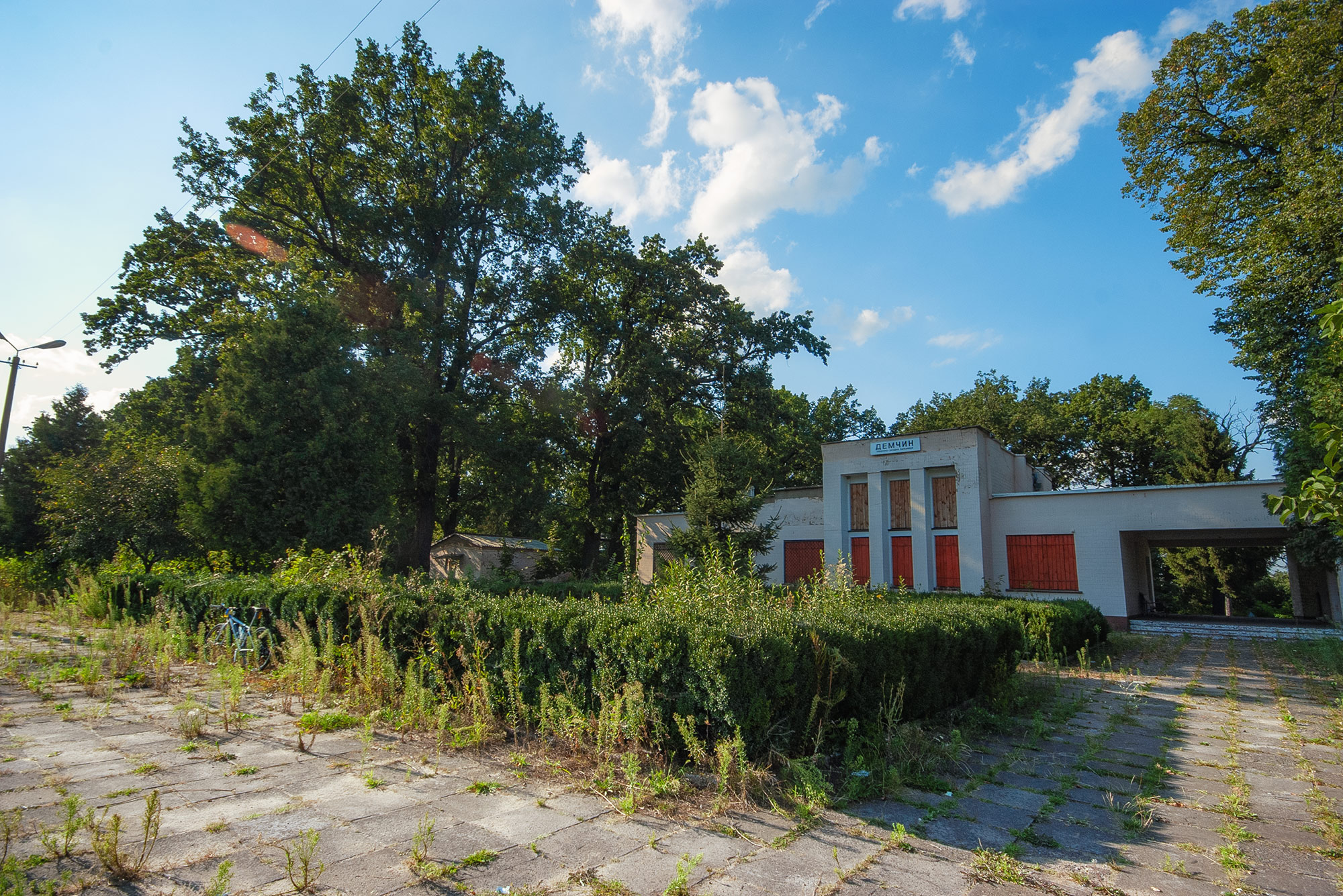
Parc naturel, classé[6] à Demtchinsky.